# ダイアナ・ガバルドン
ダイアナ・ガバルドン（英: Diana J. Gabaldon [ˈɡæbəldoʊn];、1952年1月11日 - ）は、アメリカ合衆国の小説家。代表作は「アウトランダー」シリーズ。執筆ジャンルは、歴史・ロマンス・ミステリ・冒険・SF・ファンタジーと多岐にわたる。このシリーズは、2014年からStarzで同名でテレビドラマ化されている。

## 経歴

### 出生〜大学
1952年1月11日、アリゾナ州にて、メキシコ系アメリカ人の父とイングランド系アメリカ人の母の間に生まれ、フラッグスタッフで育つ。父トニー（英語）（1931年 - 1998年）は、フラッグスタッフ選出の上院議員を16年務めた人物で、後年にはココニノ郡でスーパーバイザーを務めた。
北アリゾナ大学（1970年から1973年）で動物学の理学士号を、カリフォルニア大学サンディエゴ校（1973年から1975年スクリップス海洋研究所）で生物海洋学の理学修士号を、北アリゾナ大学（1975年から1978年）で行動生態学の博士号を取得した。

### キャリア
1980年代には、アリゾナ州立大学の環境学センターで常勤の助教授を務めていたガバルドンは、計算科学とデータベースの専門家として研究をするかたわら、大学で解剖学やその他の学科の教鞭を取っていた。学術雑誌『Science Software Quarterly』創刊期のエディターも務めた。1980年代半ばには、コンピュータ系の刊行物にソフトウェアのレビューや技術記事を書いたり、ウォルト・ディズニー・カンパニーのコミックに分かりやすい科学の記事を書いたりした。

### 小説家へ
1988年、ほんの練習のつもりで小説を書き始める。研究者としてリサーチがしやすく書きやすいと考え、歴史小説を書こうと決めたが、歴史も学んだことはなく、執筆に当てる時間も取れなかった。たまたま『ドクター・フー』シーズン6の"The War Games" の再放送でフレイザー・ハインズが演じるジェイミーを見て、主人公の1人ジェームズ・フレイザーのインスピレーションが湧き、18世紀半ばのスコットランドを舞台とした作品にしようと決めた。キルトを身にまとったスコットランド人男性に対抗させるキャラクターとして、イングランド人女性を登場させようとし、キャラクターの現代風の行動や態度を説明するために、タイムトラベルを使うことにした。World Wide Webが存在しない時期であり、昔ながらの書籍で調べを固めている。
コンピュサーブの文芸フォーラムに作品の抄録を投稿したところ、SF・ミステリ作家のジョン・E・スティス（英語）から出版権エージェントのペリー・ノウルトンに紹介を受ける。ノウルトンは、ガバルドンの未完成の出世作に『Cross Stitch』（クロスステッチ）と仮題を付け、2作を書き足して三部作にする方針を立てる。アメリカの出版社はタイトルを『アウトランダー』に改め、イギリスでは『Cross Stitch』 のまま刊行された。ガバルドンによると、イギリスの出版社は題名を気に入っていたが、アメリカの出版社はいささか裁縫や刺繍を連想させすぎる、もっと冒険的なタイトルがよいとの考えから改題に至ったという。第2作目を書き終えた後、専業作家になるためにガバルドンはアリゾナ州立大学を辞職した。
アウトランダーシリーズ本編は2020年時点で第8部まで刊行、第9部は『Go Tell the Bees I am Gone』（刊行時期2021年11月）と発表されている。また同シリーズ副主役のジョン・グレイ卿を主人公にスピンオフ作品もシリーズ化（「ジョン卿シリーズ」（英語））。またフラフィック版『The Exile (An Outlander Graphic Novel)』（2010年）を上梓した。

### 私生活
現在は、夫と共にアリゾナ州スコッツデールに暮らしている。3人の子供は成人しており、その内、息子はファンタジー作家のサム・サイクス（英語）で共作もある。取材に応じてローマ・カトリックの信徒であると語った。

## 作品リスト

### アウトランダーシリーズ
20世紀の看護師クレア・ランダルが、18世紀のスコットランドにタイムトラベルし、ジェームズ・フレイザーとのロマンスや冒険が繰り広げられる。スコットランドの他に、フランス、西インド諸島、イングランド、北米も舞台となっているほか、歴史・ロマンス・ミステリ・冒険・SF・ファンタジーなど数々のジャンルにまたがっている。
日本語版は初めヴィレッジブックス（ソニーマガジンズ）から刊行され、2014年のテレビドラマ化に合わせてハヤカワ文庫から新装版が出版されている。
メインシリーズ
| # | 邦題                    | 原題                                | 刊行年                 | 刊行年月   | 訳者     | 出版社                                               |
| - | ----------------------- | ----------------------------------- | ---------------------- | ---------- | -------- | ---------------------------------------------------- |
| 1 | 時の旅人クレアI         | Outlander                           | 1991年                 | 2002年1月  | 加藤洋子 | ソニー・マガジンズ ヴィレッジブックス ハヤカワ文庫NV |
| 1 | 時の旅人クレアII        | Outlander                           | 1991年                 | 2002年2月  | 加藤洋子 | ソニー・マガジンズ ヴィレッジブックス ハヤカワ文庫NV |
| 1 | 時の旅人クレアIII       | Outlander                           | 1991年                 | 2002年3月  | 加藤洋子 | ソニー・マガジンズ ヴィレッジブックス ハヤカワ文庫NV |
| 2 | ジェイミーの墓標I       | Dragonfly in Amber                  | 1992年                 | 2003年12月 | 加藤洋子 | ソニー・マガジンズ                                   |
| 2 | ジェイミーの墓標II      | Dragonfly in Amber                  | 1992年                 | 2004年1月  | 加藤洋子 | ソニー・マガジンズ                                   |
| 2 | ジェイミーの墓標III     | Dragonfly in Amber                  | 1992年                 | 2004年2月  | 加藤洋子 | ソニー・マガジンズ                                   |
| 3 | 時の彼方の再会I         | Voyager                             | 1993年                 | 2005年1月  | 加藤洋子 | ソニー・マガジンズ                                   |
| 3 | 時の彼方の再会II        | Voyager                             | 1993年                 | 2005年2月  | 加藤洋子 | ソニー・マガジンズ                                   |
| 3 | 時の彼方の再会III       | Voyager                             | 1993年                 | 2005年3月  | 加藤洋子 | ソニー・マガジンズ                                   |
| 4 | 妖精の丘にふたたびI     | Drums of Autumn                     | 1996年                 | 2006年6月  | 加藤洋子 | ソニー・マガジンズ                                   |
| 4 | 妖精の丘にふたたびII    | Drums of Autumn                     | 1996年                 | 2006年7月  | 加藤洋子 | ソニー・マガジンズ                                   |
| 4 | 妖精の丘にふたたびIII   | Drums of Autumn                     | 1996年                 | 2006年8月  | 加藤洋子 | ソニー・マガジンズ                                   |
| 5 | 燃ゆる十字架のもとにI   | The Fiery Cross                     | 2001年                 | 2008年4月  | 加藤洋子 | ヴィレッジブックス                                   |
| 5 | 燃ゆる十字架のもとにII  | The Fiery Cross                     | 2001年                 | 2008年5月  | 加藤洋子 | ヴィレッジブックス                                   |
| 5 | 燃ゆる十字架のもとにIII | The Fiery Cross                     | 2001年                 | 2008年6月  | 加藤洋子 | ヴィレッジブックス                                   |
| 5 | 燃ゆる十字架のもとにIV  | The Fiery Cross                     | 2001年                 | 2008年6月  | 加藤洋子 | ヴィレッジブックス                                   |
| 6 | 炎の山稜を越えてI       | A Breath of Snow and Ashes          | 2005年                 | 2009年12月 | 加藤洋子 | ヴィレッジブックス                                   |
| 6 | 炎の山稜を越えてII      | A Breath of Snow and Ashes          | 2005年                 | 2010年1月  | 加藤洋子 | ヴィレッジブックス                                   |
| 6 | 炎の山稜を越えてIII     | A Breath of Snow and Ashes          | 2005年                 | 2010年2月  | 加藤洋子 | ヴィレッジブックス                                   |
| 6 | 炎の山稜を越えてIV      | A Breath of Snow and Ashes          | 2005年                 | 2010年3月  | 加藤洋子 | ヴィレッジブックス                                   |
| 7 | 遥かなる時のこだまI     | An Echo in the Bone                 | 2009年                 | 2012年2月  | 加藤洋子 | ヴィレッジブックス                                   |
| 7 | 遥かなる時のこだまII    | An Echo in the Bone                 | 2009年                 | 2012年3月  | 加藤洋子 | ヴィレッジブックス                                   |
| 7 | 遥かなる時のこだまIII   | An Echo in the Bone                 | 2009年                 | 2012年4月  | 加藤洋子 | ヴィレッジブックス                                   |
| 8 |                         | Written in My Own Heart's Blood     | 2014年[21]             |            |          |                                                      |
| 9 |                         | Go Tell the Bees That I Am Gone[22] | 2021年11月（予定[22]） |            |          |                                                      |

短編
| # | 邦題                   | 原題                              | 初出年 | 刊行年月  | 訳者     | 出版社             | 備考                                                                | 出典         |
| - | ---------------------- | --------------------------------- | ------ | --------- | -------- | ------------------ | ------------------------------------------------------------------- | ------------ |
| 1 | 風に運ばれた祈り       | A Leaf on the Wind of All Hallows | 2010年 | 2014年5月 | 加藤洋子 | ヴィレッジブックス | 『追憶の時の扉』に収載 [注 1]                                       | [23]         |
| 2 | 時の狭間の邂逅         | The Space Between                 | 2012年 | 2014年5月 | 加藤洋子 | ヴィレッジブックス | 『追憶の時の扉』に収載 [注 2]                                       | [24]         |
| 3 | 追憶の時の扉（短編集） | A Trail of Fire                   | 2012年 | 2014年5月 | 加藤洋子 | ヴィレッジブックス | 第1、2作と「ロード・ジョン・グレイシリーズ」第7、第9作を収載 [注 3] | [25]         |
| 4 |                        | Virgins                           | 2013年 |           |          |                    | [注 4]                                                              | [26][27][28] |

関連作品
- The Outlandish Companion (1999年) - アウトランダーシリーズのあらすじやキャラクターガイド
- The Exile: An Outlander Graphic Novel (2010年) - シリーズ第1作『時の旅人クレア』のグラフィックノベル。
- The Outlandish Companion, Vol. II （2015年）
- Vengeance Is Mine（英語）、テレビシリーズ『アウトランダー』、シーズン2（英語）のエピソード（2016年6月18日）。
- Journeycake（英語）、テレビシリーズ、シーズン5（英語）のエピソード（2020年5月3日）。

### ロード・ジョン・グレイ シリーズ
ロード・ジョン・グレイシリーズ（英語）は、アウトランダーシリーズの脇役ロード・ジョン・グレイ（英語）を主人公としたスピンオフ作品。1756年から1761年を舞台とした『時の彼方の再会』と同時期のグレイを描いた短編5編と長編3編がある。ジャンルが多岐にわたるアウトランダーシリーズと異なり、このシリーズは歴史ミステリを主題とし、短めに仕上げてある。
| #  | 邦題                           | 原題                                       | 初出（年） | 刊行年月   | 訳者       | 出版社             | 備考 |
| -- | ------------------------------ | ------------------------------------------ | ---------- | ---------- | ---------- | ------------------ | --- |
| 1  |                                | Lord John and the Hellfire Club            | 1998年     |            |            |                    | 短編、初出は Past Poisons（アンソロジー）、編集者はMaxim Jakubowski。                                                         |
| 2  | 緑のドレスの女                 | Lord John and the Private Matter           | 2003年     | 2005年10月 | 石原未奈子 | ソニー・マガジンズ | |
| 3  |                                | Lord John and the Succubus                 | 2003年     |            |            |                    | 短編、Legends II （英語）に収載、編集者はRobert Silverberg。                                                                  |
| 4  | 死者から届いた日記             | Lord John and the Brotherhood of the Blade | 2007年     | 2010年5月  | 石原未奈子 | ヴィレッジブックス | |
| 5  |                                | Lord John and the Haunted Soldier          | 2007年     |            |            |                    | 短編、Lord John and the Hand of Devilsに収載。                                                                                |
| 6  |                                | Lord John and the Hand of Devils           | 2007年     |            |            |                    | 短編集、第1、3、5作を収録（Lord John and the Hellfire Club、Lord John and the Succubus、Lord John and the Haunted Soldier）。 |
| 7  | プライドと醜聞                 | The Custom of the Army                     | 2010年     | 2014年5月  | 加藤洋子   | ヴィレッジブックス | 『追憶の時の扉』に収載 |
| 8  | ゲールの赤き火影               | The Scottish Prisoner                      | 2011年     | 2013年5月  | 加藤洋子   | ヴィレッジブックス | |
| 9  | ジョン・グレイのゾンビ殺人事件 | Lord John and the Plague of Zombies        | 2011年     | 2014年5月  | 加藤洋子   | ヴィレッジブックス | 『追憶の時の扉』に収載 |
| 10 |                                | Besieged                                   | 2017年     |            |            |                    | ガバルドン短編集Seven Stones to Stand or Fall（2017年）に収載。                                                               |

### その他
- "Naked Came the Phoenix"（2001年） -
- "Humane Killer"（2009年）- 息子との共著短編
- "Dirty Scottsdale"（2009年）短編推理小説アンソロジーに収載。

## メディアミックス
アメリカではオーディオブック化された。アウトランダーの作品群は完全と抄訳版で読み手を変え、ロード・ジョンのシリーズの作品にも Jeff Woodman を起用した。
2010年には、グラフィックノベル"The Exile: An Outlander Graphic Novel" が発売された（作画はHoang Nguyen）。同年、「アウトランダー」の世界観を基とした14曲収録の音楽集"Outlander: The Musical" が発売された。
テレビドラマシリーズ「アウトランダー」の第1部『時の旅人クレア』に基づく第1シリーズ前半8エピソードが2014年8月9日からStarzで放送され、後半は2015年4月から放送された。放送開始月、ガバルドン本人がアイオナ・マクタヴィッシュ役でカメオ出演を果たしたエピソードは「The Gathering」。コンサルタントとして請われて制作に参加、2016年のシーズン2（英語）で「Vengeance Is Mine」の脚本を書いた。日本ではHuluで提供され、AXNで放送されている。2020年までに5シーズンを放送、シーズン6の製作も決定している。

## 評価
アウトランダーシリーズの第1作は、1991年にアメリカロマンス作家協会が主催するリタ賞のロマンス部門を受賞した（『時の旅人クレア』原作）。2005年に上梓した『炎の山稜を越えて』原書（A Breath of Snow and Ashes ）で『ニューヨーク・タイムズ』紙10月16日掲載分のベストセラーリスト「ハードカバー部門」（英語）の第1位に輝いたほか、クィル賞のSF・ファンタジー・ホラー部門を受賞した。ガバルドンの作品評を載せた『ガゼット』紙（英語）は、2007年時点で「24か国19か国語に訳され、著者（ガバルドン）はベストセラーを次から次へと出し続けている」と言及し、翻訳書は2012年には27か国24か国語にまで増えた。
ロード・ジョン・シリーズを見ると、『緑のドレスの女』原書（Lord John and the Private Matter ）は前出のニューヨーク・タイムズ同部門で、2003年10月26日掲載分第8位を得ており、2007年には『死者から届いた日記』原書（Lord John and the Brotherhood of the Blade ）が同じく9月16日の第1位。この年の12月16日付で同部門第24位に載った短編集"Lord John and the Hand of Devils" は、本シリーズの初期3編をまとめたものである。
これらを受け、書店業界誌で書評をまとめる『パブリッシャーズ・ウィークリー』はガバルドンの講評を載せ、2003年に「（ガバルドンの）描写は生き生きとしていて読みやすく、それでいてエレガント」であり、2007年に「その作品を初めて読む人でも、あるいは舞台となる時代に詳しくなくても夢中にさせる」と記した。
2011年のニューヨーク・タイムズのベストセラーリストは、電子書籍部門第6位に『ゲールの赤き火影』原作をあげた（12月18日掲載分The Scottish Prisoner ）。
アメリカ探偵作家クラブは同じ2011年、中編『ジョン・グレイのゾンビ殺人事件』原作（Lord John and the Plague of Zombies ）をエドガー賞 短編部門にノミネートしている。